# Mama Said (album)
Pour les articles homonymes, voir Mama Said.
Albums de Lenny Kravitz
Let Love Rule
(1989) Are You Gonna Go My Way
(1993)
Mama Said est le deuxième album studio de Lenny Kravitz, sorti en avril 1991.
Cet album est la grande percée de Lenny Kravitz. Le single It Ain't Over 'til It's Over va éveiller l'intérêt du public et lancer sa carrière internationale. Il devient son premier album inscrit au top 40 du Billboard 200. Slash, le guitariste des Guns N' Roses, a coécrit et joue sur la chanson Always on the Run. Il a également joué sur la chanson Fields of Joy. La chanson All I Ever Wanted a été coécrite avec Sean Lennon. C'est aussi le premier album où Lenny Kravitz collabore avec Craig Ross.

## Liste des titres
1. Fields of Joy - 4:03
2. Always on the Run - 3:57
3. Stand by My Woman - 4:16
4. It Ain't Over 'til It's Over - 3:56
5. More Than Anything In This World - 3:43
6. What Goes Around Comes Around - 4:40
7. The Difference Is Why - 4:48
8. Stop Draggin' Around - 2:37
9. Flowers for Zoë - 2:45
10. Fields of Joy (Reprise) 3:57
11. All I Ever Wanted - 4:04
12. When the Morning Turns to Night - 2:58
13. What the Fuck Are We Saying? - 5:10
14. Butterfly - 1:46